# База отдыха комбината Искож
Ба́за о́тдыха комбина́та Иско́ж — населенный пункт в Кирово-Чепецком районе Кировской области в составе Бурмакинского сельского поселения.

## География
Расположен на расстоянии примерно 4 км на запад-юго-запад по прямой от центра поселения села Бурмакино на правом берегу реки Быстрица.

## История
Известен населенный пункт с 1978 года, в 1989 году 12 жителей. База основана кировским комбинатом «Искож». 

## Население
Постоянное население составляло 9 человек (русские 100%) в 2002 году, 5 в 2010.